# Baldo Baldi
Baldo Baldi (ur. 19 lutego 1888 w Livorno, zm. 21 grudnia 1961 tamże) – włoski szermierz, dwukrotny medalista olimpijski.
Na igrzyskach olimpijskich w Antwerpii w 1920 roku, gdzie zdobył dwa medale. Najpierw razem z Tommaso Costantino, Aldo Nadim, Nedo Nadim, Oreste Pulitim, Pietro Speciale, Rodolfo Terlizzim i Abelardo Olivierem zwyciężył we florecie drużynowym. Następnie Włosi w składzie: Nedo Nadi, Aldo Nadi, Oreste Puliti, Baldo Baldi, Francesco Gargano, Giorgio Santelli i Dino Urbani zwyciężyli w szabli drużynowej, wygrywając wszystkie siedem walk finałowych. W szabli indywidualnej był dwunasty, wygrywając trzy z jedenastu pojedynków rundy finałowej.
Nie zdobył medalu mistrzostw świata.
Pochodził z Livorno, uczęszczał do szkoły fechtunku prowadzonej przez Giuseppe Nadiego, ojca Aldo i Nedo.